# Cristianesimo in Mali
Il cristianesimo in Mali è una religione di minoranza. La religione più diffusa in Mali è l'islam, professato dal 94,5% circa della popolazione. I cristiani rappresentano circa il 2,5% della popolazione, la maggioranza dei quali (l’1,6% circa) sono cattolici; il 2,7% circa della popolazione segue le religioni africane tradizionali; lo 0,1% segue altre religioni e il rimanente 0,2% non segue alcuna religione. La costituzione del Mali sancisce la separazione fra stato e religioni, vieta le discriminazioni religiose e riconosce la libertà religiosa nel rispetto della legge. Tutti i gruppi religiosi devono registrarsi presso il Ministero degli affari religiosi; appena la registrazione è approvata, diventano ufficialmente riconosciuti. La costituzione vieta l'insegnamento della religione nella scuola pubblica, ma lo permette nelle scuole private; queste ultime possono essere aperte dalle organizzazioni religiose riconosciute. I matrimoni devono essere celebrati civilmente e possono essere seguiti da una cerimonia religiosa; in base alla propria fede religiosa, la legge dà la possibilità di optare per un matrimonio monogamico o poligamico. Nonostante il riconoscimento legale della libertà religiosa, nel nord e nel centro del Paese operano gruppi di estremisti e terroristi che limitano la capacità del governo di assicurarla. Per contrastare l'estremismo e la violenza, il governo ha costituito nel 2018 un Segretariato nazionale per il contrasto all'estremismo violento, con lo scopo di coordinare iniziative interreligiose per la promozione della tolleranza religiosa.

## Confessioni cristiane presenti

### Cattolicesimo
La Chiesa cattolica è presente in Mali con una sede metropolitana (l'arcidiocesi di Bamako) e 5 diocesi suffraganee. 

### Protestantesimo
Le prime missioni protestanti sono arrivate in Mali ad opera della Gospel Missionary Union nel 1919 e della Christian and Missionary Alliance nel 1923; entrambe le missioni erano statunitensi ed evangeliche. Grazie all'impegno di queste due organizzazioni, le Chiese evangeliche sono oggi le Chiese protestanti maggiormente rappresentate in Mali. Prima dell'indipendenza del Paese nel 1960, le principali Chiese evangeliche hanno costituito l'Associazione dei gruppi e missioni della Chiesa evangelica protestante in Mali (AGEMPEM), che aderisce all'Alleanza evangelica mondiale.
Le principali denominazioni protestanti presenti attualmente in Mali sono le seguenti:
- Chiesa cristiana evangelica del Mali: è la maggiore denominazione protestante del Mali, conta circa 42.000 membri e aderisce all’AGEMPEM;
- Chiese protestanti evangeliche del Mali: è la seconda denominazione protestante del Mali, conta circa 24.000 membri e aderisce all'AGEMPEM;
- Assemblee di Dio in Mali, espressione dell’Assemblea Mondiale delle Assemblee di Dio;
- Chiesa cristiana avventista del settimo giorno: presente nel Paese dal 1982, comprende oggi 5 chiese e circa 2.000 membri.

Sono inoltre presenti gruppi pentecostali e battisti.